# Trichoclinocera naumanni
Trichoclinocera naumanni är en tvåvingeart som beskrevs av Sinclair 2005. Trichoclinocera naumanni ingår i släktet Trichoclinocera och familjen dansflugor. Inga underarter finns listade i Catalogue of Life.